# Collecteur tournant
Pour les articles homonymes, voir CET.

Principe du collecteur tournant

Les collecteurs tournants ou rotatifs sont des organes électriques, présents notamment dans des moteurs, permettant de créer une connexion électrique entre une partie fixe (stator) et, une partie tournante (rotor).
Ils sont utilisés dans le cas d'une rotation multi-tours du rotor autour du stator, là où une transmission par câble serait impossible (car le câble s'enroulerait autour du stator et causerait très rapidement une défaillance électro-mécanique).
On trouve notamment :
- le collecteur à bague rotatif, pour certaines machines électriques à courant alternatif ;
- le collecteur commutateur rotatif, pour certaines machines électriques à courant continu.

## Collecteur à bague rotatif
En électrotechnique, un collecteur à bague rotatif (slip ring en anglais) ou C.E.T. (collecteur électrique tournant) est un organe permettant de créer une connexion électrique entre une partie fixe (stator) et une partie tournante (rotor). On trouve ce genre de collecteurs en particulier dans les alternateurs, ainsi que dans certaines machines synchrones et asynchrones à rotor bobiné.

### Fonctionnement

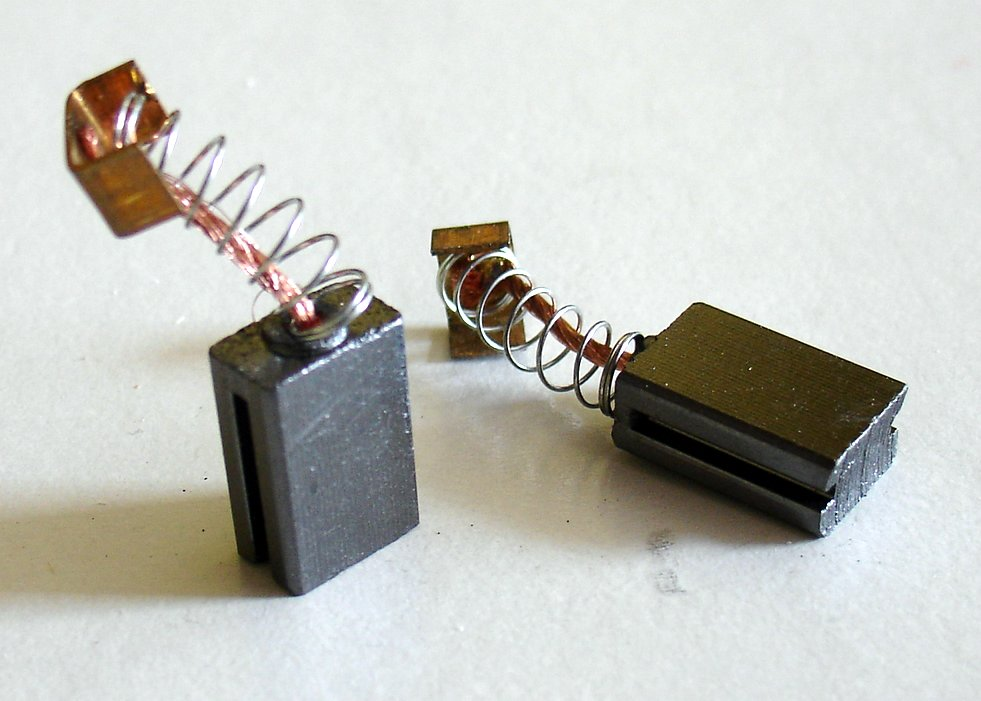
Balais carbone de contact

Le collecteur à bague rotatif consiste en un anneau conducteur de l'électricité (généralement en cuivre), fixé par une entretoise isolante sur l'axe de la machine. La connexion électrique est créée entre l'anneau et la partie fixe, le bornier, par un « balai » réalisé à base de carbone (ou une lame de métal souple dans les très petites machines), habituellement nommés « charbons » (car composés de carbone).
Avec deux anneaux et deux balais, il est possible de transférer l’électricité produite par les bobinages du rotor hors de la machine tournante ou, à l'inverse, d'alimenter le ou les bobinages du rotor.
Ce type de collecteur s'apparente au collecteur commutateur rotatif des moteurs à courant continu, mais à la différence de ce dernier, il ne provoque aucune coupure : il est donc plus fiable et produit moins de parasites.

## Collecteur commutateur rotatif
En électrotechnique, un collecteur commutateur rotatif est un organe permettant de créer une connexion électrique entre une partie fixe (stator) et une partie tournante (rotor), avec une fonction de commutation pendant la rotation. On trouve ce genre de collecteur dans les machines à courant continu et les moteurs électriques universels.

### Fonctionnement

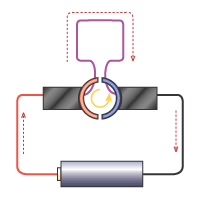
Collecteur commutateur rotatif simplifié

Ce collecteur commutateur rotatif consiste en un anneau conducteur de l'électricité (généralement en cuivre), sectionné en un nombre pair de parties isolées entre elles, fixé avec une entretoise isolante sur l'axe de la machine. La connexion électrique est créée entre les parties conductrices et la partie fixée sur le stator (bornier), par une ou plusieurs paires de balais réalisés à base de carbone, les « charbons » (ou par des lames de métal souple pour les très petites machines) positionnées respectivement à 180°.
On alimente en électricité le bobinage du rotor par ces contacts (fonctionnement en moteur), ou au contraire on récupère l'électricité produite par le bobinage du rotor (fonctionnement en générateur).

## Sources
- (en) Cet article est partiellement ou en totalité issu de l’article de Wikipédia en anglais intitulé « Slip ring » (voir la liste des auteurs).

- (en) Cet article est partiellement ou en totalité issu de l’article de Wikipédia en anglais intitulé « Commutator (electric) » (voir la liste des auteurs).